# Chthonius aguileraorum
Chthonius aguileraorum är en spindeldjursart som beskrevs av Carabajal Márquez, Garcia Carrillo och Rodríguez Fernández 2000. Chthonius aguileraorum ingår i släktet Chthonius och familjen käkklokrypare. Inga underarter finns listade i Catalogue of Life.